# Сирийско-украинские отношения
Сирийско-украинские отношения — двухсторонние дипломатические отношения между Сирией и Украиной. Отношения были установлены 31 марта 1992 года.

## История отношений
Сирия признала независимость Украины после распада СССР 28 декабря 1991 года. А официальные дипломатические отношения между странами были установлены 31 марта 1992 года.
С началом гражданской войны в Сирии в 2011 году баасистская Сирия стала ещё ближе в политическом плане к Российской Федерации. Из-за признания Сирией российской аннексии Крыма в 2014 году двусторонние отношения были заморожены. Ссылаясь на нарушения прав человека правительством Башара Асада в отношении сирийских мирных жителей, Украина закрыла своё посольство в Дамаске в 2016 году, а в 2018 году приказала закрыть сирийское посольство в Киеве.
29 июня 2022 года Сирия признала независимость Донецкой и Луганской Народных Республик от Украины, после чего 30 июня 2022 года Украина разорвала отношения с Сирией. Сирия официально разорвала дипломатические отношения с Украиной 20 июля 2022 года, сославшись на принцип взаимности.
После падения режима Асада в декабре 2024 года Украина призвала международное сообщество к совместной работе по поддержанию прочного мира в Сирии и предложила гуманитарную помощь в рамках программы «Зерно из Украины». Президент Украины Владимир Зеленский заявил, что готов поддержать сирийское переходное правительство. Позже в том же месяце Зеленский подтвердил, что 500 тонн пшеничной муки были отправлены в Сирию в рамках гуманитарной программы.
30 декабря 2024 года высокопоставленные дипломаты Украины встретились с фактическим главой Сирии Ахмедом аш-Шараа в Дамаске. В состав высокопоставленной украинской делегации вошли министр иностранных дел Украины Андрей Сибига, министр аграрной политики и продовольствия Виталий Коваль и специальный представитель президента Украины. Позже в тот же день Украина открыла почётное консульство в Дамаске. Сибига возглавил церемонию поднятия флага Украины вместе с почётным генеральным консулом Тамером Аль-Тунси, украинско-сирийским предпринимателем, и членами украинской общины, которых он поблагодарил за сохранение украинского языка и культуры.
2 января 2025 года президент Украины Владимир Зеленский объявил о планах восстановить дипломатические отношения с Сирией.